# Matti Manninen
Matti Manninen (Pori, 20 de juliol de 1992) és un ciclista finlandès, professional des del 2015 i actualment a l'equip Team FixIT.no.

## Palmarès
- 2012
  -  Campió de Finlàndia sub-23 en ruta
- 2013
  -  Campió de Finlàndia sub-23 en ruta
  -  Campió de Finlàndia sub-23 en contrarellotge
- 2014
  -  Campió de Finlàndia sub-23 en contrarellotge
- 2015
  - Vencedor d'una etapa de la Baltic Chain Tour
- 2016
  - 1r a la Dookoła Mazowsza i vencedor d'una etapa
  - Vencedor d'una etapa del Tour de Szeklerland
- 2017
  -  Campió de Finlàndia en ruta
  - Vencedor d'una etapa del Volta a Hongria

## Referèncues
- Fitxa a sitiodeciclismo.net
- Fitxa a cyclebase.nl
- Fitxa a museociclismo.it
- Fitxa a procyclingstats.com